# ボルガン

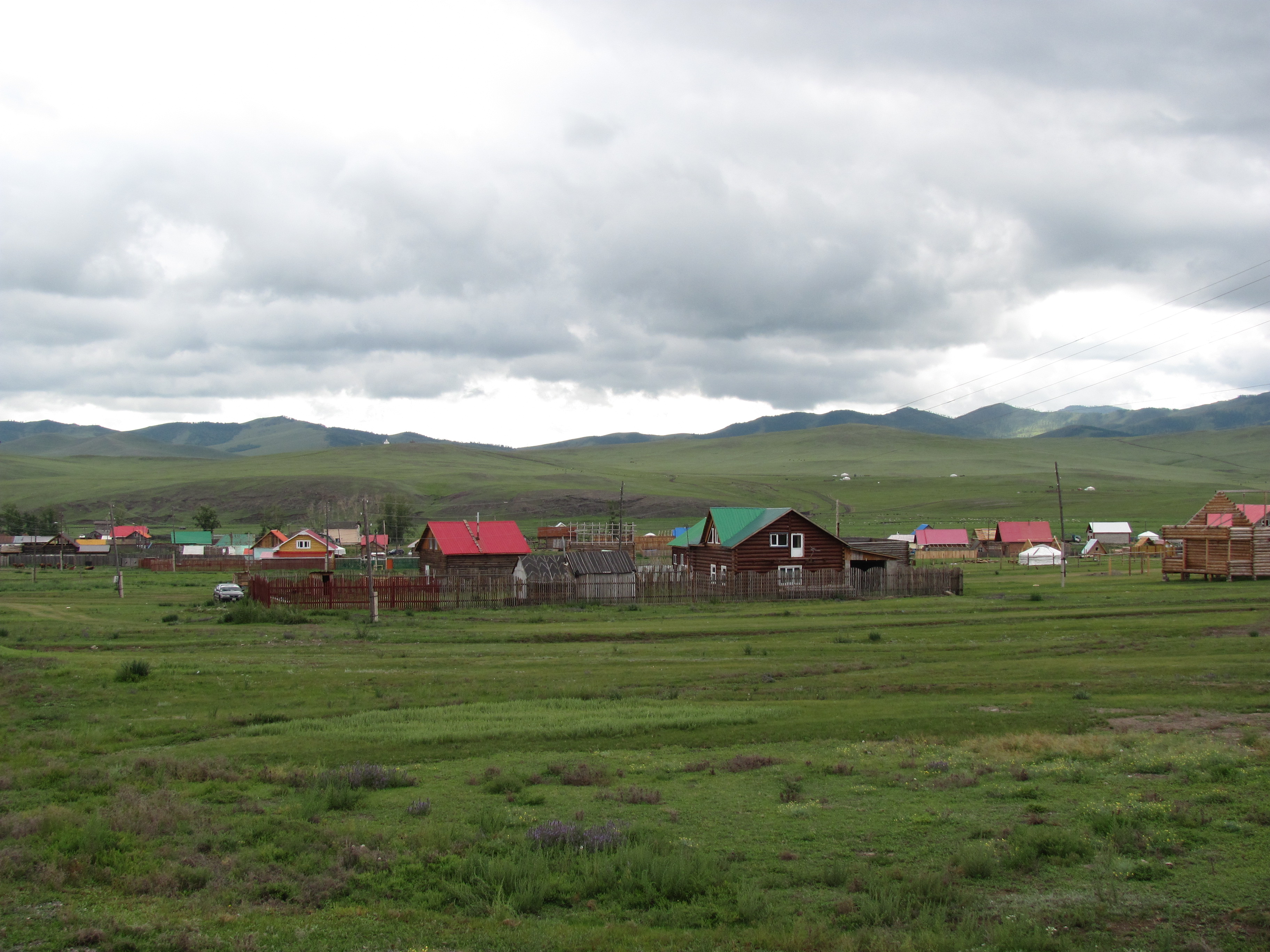
居住地区

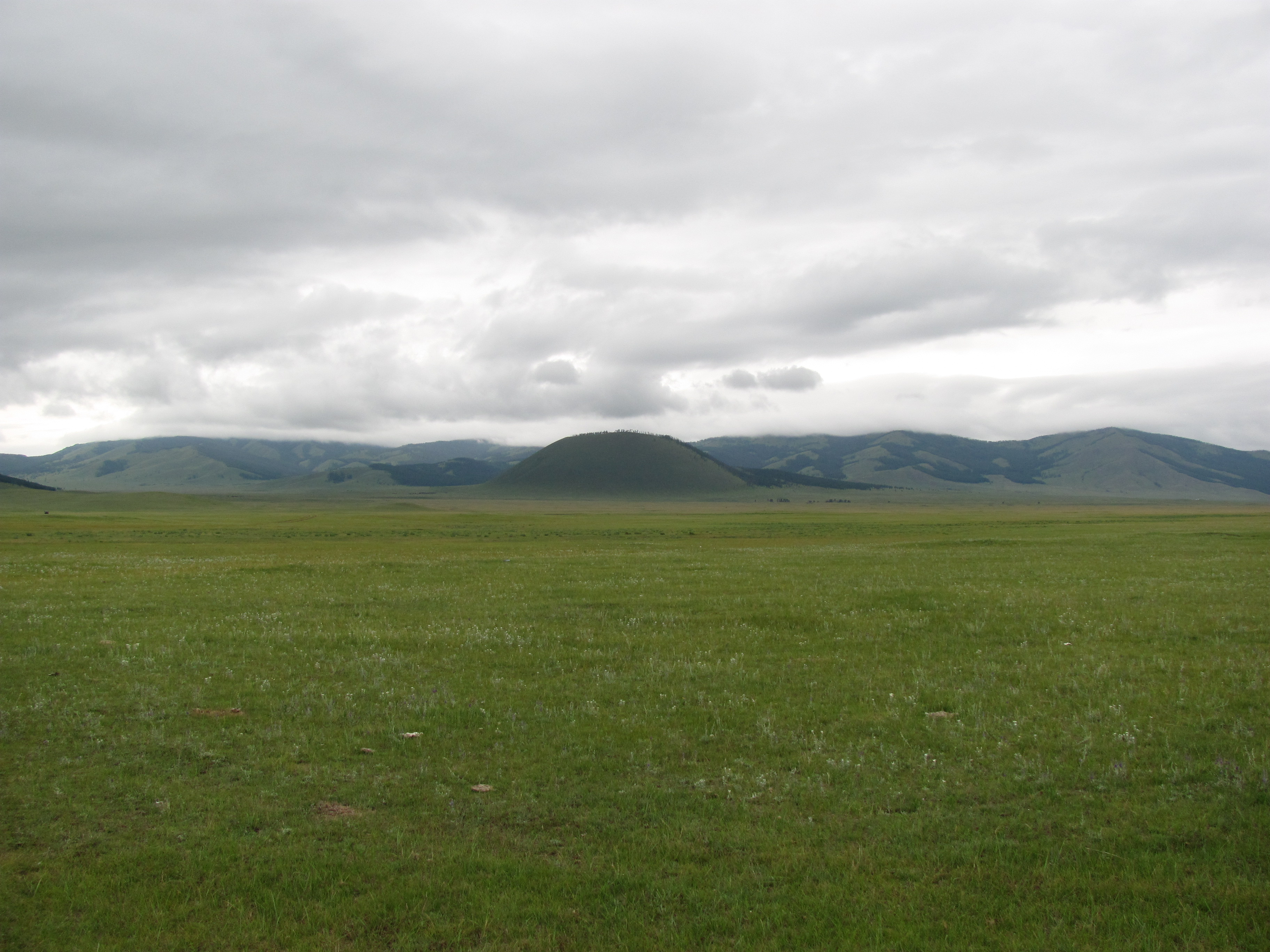
ウランウルの風景

ボルガン（モンゴル語: Булган、ᠪᠤᠯᠠᠭᠠᠨ）はモンゴル国ボルガン県の行政上の中心となる市。ボルガン地域の人口は2005年で11,984人（市の人口は10,878人）、2008年で12,323人（市の人口は11,198人）。かつてDaichin Wangiin Khüree修道院があった場所に位置し、標高は1,208メートル (3,963 ft)、ウランバートルから468キロメートル (291 mi) の距離にある。

## 歴史
ボルガン市は1938年に設立された。

## 観光地
1921年に設立された南ボルガンの軍事拠点は美術館になっている。建物の一部は1921年より前、1668年から店舗として利用されていた。。
市の中心部には他にも見るべき美術館がある。最も興味深い部分は、1947年にボルガン県で生まれたモンゴル最初の宇宙飛行士グルラクチャーに関する展示である。。
1912年にホブドの町を中国から解放した国民的英雄ハタンバートル・マクサルジャプの陵墓がボルガン南西の丘にある。
Dashchoinkhorlon Khiidは1992年に再建された寺院である。約1000人の僧侶が暮らしていたかつての寺院Bangiin Khureeは1937年、ホルローギーン・チョイバルサンの命令により破壊された。

## 自然保護区
ボルガンの西約60キロメートル (37 mi)にはウランウルなどの死火山で有名なウラントグートルガ自然保護区がある。

## 交通
ボルガン空港（UGA/ZMBN）には未舗装の滑走路が1本あり、ウランバートル、ホブド、ムルンへの定期航路が運行されている。
ボルガンはエルデネトとウランバートルへ舗装道路で結ばれている。

## 気候
ボルガンの気候は亜寒帯（ケッペンの気候区分のDwc）で、乾燥し非常に寒冷な長い冬と、短く温暖な夏がある。
| ボルガンの気候         | ボルガンの気候 | ボルガンの気候 | ボルガンの気候 | ボルガンの気候 | ボルガンの気候 | ボルガンの気候 | ボルガンの気候 | ボルガンの気候 | ボルガンの気候 | ボルガンの気候 | ボルガンの気候 | ボルガンの気候 | ボルガンの気候 |
| 月                     | 1月            | 2月            | 3月            | 4月            | 5月            | 6月            | 7月            | 8月            | 9月            | 10月           | 11月           | 12月           | 年             |
| ---------------------- | -------------- | -------------- | -------------- | -------------- | -------------- | -------------- | -------------- | -------------- | -------------- | -------------- | -------------- | -------------- | -------------- |
| 最高気温記録 °C （°F） | 6.9 (44.4)     | 11.5 (52.7)    | 17.9 (64.2)    | 27.2 (81)      | 35.7 (96.3)    | 34.0 (93.2)    | 33.5 (92.3)    | 31.4 (88.5)    | 29.0 (84.2)    | 24.4 (75.9)    | 14.0 (57.2)    | 10.9 (51.6)    | 35.7 (96.3)    |
| 平均最高気温 °C （°F） | −12.4 (9.7)    | −9.2 (15.4)    | 0.7 (33.3)     | 9.7 (49.5)     | 18.0 (64.4)    | 22.1 (71.8)    | 22.7 (72.9)    | 21.1 (70)      | 16.1 (61)      | 8.3 (46.9)     | −2.7 (27.1)    | −10.4 (13.3)   | 7 (44.61)      |
| 日平均気温 °C （°F）   | −20.5 (−4.9)   | −18.1 (−0.6)   | −8.5 (16.7)    | 1.0 (33.8)     | 9.1 (48.4)     | 14.2 (57.6)    | 15.9 (60.6)    | 13.9 (57)      | 7.2 (45)       | −0.8 (30.6)    | −10.8 (12.6)   | −17.8 (0)      | −1.27 (29.73)  |
| 平均最低気温 °C （°F） | −26.5 (−15.7)  | −24.9 (−12.8)  | −16.2 (2.8)    | −6.6 (20.1)    | 0.1 (32.2)     | 6.0 (42.8)     | 9.5 (49.1)     | 7.2 (45)       | 0.3 (32.5)     | −7.6 (18.3)    | −17.4 (0.7)    | −23.8 (−10.8)  | −8.32 (17.02)  |
| 最低気温記録 °C （°F） | −41 (−42)      | −39.3 (−38.7)  | −34.1 (−29.4)  | −22.2 (−8)     | −12.8 (9)      | −8.0 (17.6)    | −0.2 (31.6)    | −4.5 (23.9)    | −11.8 (10.8)   | −28.2 (−18.8)  | −34.1 (−29.4)  | −38.9 (−38)    | −41 (−42)      |
| 降水量 mm （inch）     | 1.4 (0.055)    | 2.0 (0.079)    | 3.1 (0.122)    | 10.9 (0.429)   | 22.7 (0.894)   | 52.6 (2.071)   | 71.3 (2.807)   | 63.8 (2.512)   | 32.5 (1.28)    | 12.4 (0.488)   | 3.8 (0.15)     | 1.9 (0.075)    | 278.4 (10.962) |
| 平均降水日数           | 0.4            | 0.5            | 1.3            | 3.0            | 4.0            | 8.4            | 12.9           | 10.4           | 4.9            | 2.9            | 1.3            | 0.7            | 50.7           |
| 出典：NOAA (1961-1990) |                |                |                |                |                |                |                |                |                |                |                |                |                |